# Retrato de Minerva Anguissola
Retrato de Minerva Anguissola es una pintura al óleo sobre lienzo de Sofonisba Anguissola, fechada en 1564 aproximadamente y conservada en la Pinacoteca de Brera de Milán.

## Descripción
La pintura retrata a la hermana de la pintora, Minerva Anguissola (1543 a 1545 - 1564). Según algunos expertos sería en realidad un autorretrato, pintado por la artista cremonesa en un periodo de nostalgia, durante su larga estancia en España. La figura aparece encerrada en sí misma sobre fondo negro. Un cierto nerviosismo atraviesa sus labios y los cordones de su camisa blanca bajan un poco descuidados, no son elegantes.

### Sor Minerva y Minerva en casa Anguissola
Elena Anguissola (1536 - después de 1585) era la segunda hija de Amilcare y de Blanca Ponzoni. El padre pertenecía a la nobleza genovesa y se había trasladado a Lombardía. Fue pintora, pero se retiró muy joven del mundo y vivió en un convento, en Mantua, con el nombre de sor Minerva. De Elena, de hecho: «sabemos que se retiró al monasterio dominico de San Vincenzo de Mantua con el nombre de sor Minerva (citado ya en 1557 en una carta del padre a la duquesa de Mantua y en el testamento del hermano de 1575), y en 1585 estaba todavía viva.» Sofonisba la retrató como novicia en 1551.
No debe ser confundida con esta Minerva Anguissola que era la cuarta hija de Amilcare y de Blanca Ponzoni. Esta hija Minerva no fue pintora pero, excelente en literatura latina e italiana, ejerció como maestra y educadora. «Minerva, por lo tanto debió nacer hacia 1543-1545, identificada con la chiquilla sobre diez-doce años a la derecha en la Partida de ajedrez, y en el Retrato de la familia Anguissola tendría por tanto de trece a quince. [...] L' Arisi en Cremona litterata..., de 1706 (p. 300), fija la fecha de su muerte en 1564. Aunque no fue pintora, destacó como "excelentísima en letras latinas y vulgares", como recuerdan Antonio Campi y los demás biógrafos; Minerva será recordada como una de las figuras favoritas de sus hermanas en algunos retratos familiares.»